# Guadalajara Challenger 1994
Il Guadalajara Challenger 1994 è stato un torneo di tennis facente parte della categoria ATP Challenger Series nell'ambito dell'ATP Challenger Series 1994. Il torneo si è giocato a Guadalajara in Messico dal 21 al 27 novembre 1994 su campi in cemento indoor.

## Vincitori

### Singolare
Bryan Shelton ha battuto in finale  Sjeng Schalken con il punteggio di 6–4, 3–6, 6–2

### Doppio
Juan-Ignacio Garat /  Maurice Ruah hanno battuto in finale  Kelly Jones /  David Pate con il punteggio di 6–2, 6–2